# Neue Wache
Neue Wache er en bygning ved alléen Unter den Linden i bydelen Mitte i Berlin, og blev bygget af den preussiske konge Frederik Vilhelm 3. mellem 1816 og 1818 som vagthus og monument for de faldne i Napoleonskrigene.
Bygningen er et af hovedværkerne i tysk klassicisme, og blev tegnet af Karl Friedrich Schinkel og Salomo Sachs.
Neue Wache var frem til monarkiets ende i 1918 "Haupt- und Königswache". I 1931 blev det omdannet af Heinrich Tessenow til mindesmærke for de faldne i 1. verdenskrig.
I DDR-tiden blev bygningen brugt til propagandaformål af stalinistregimet.
Efter den tyske genforening har Neue Wache været mindesmærke for alle ofre for krigen. Det indre rum udformet af Tessenow blev rekonstrueret, og en forstørret kopi, lavet af Harald Hacke, af skulpturen Mutter mit totem Sohn af Käthe Kollwitz, er placeret der.
- Neue Wache omkring 1900
- Indre rum med skulptur af Käthe Kollwitz

## Eksterne links
- Wikimedia Commons har flere filer relateret til Neue Wache

52°31′4.54″N 13°23′43.97″Ø / 52.5179278°N 13.3955472°Ø